# The Night Runner
Pour plus de détails, voir Fiche technique et Distribution.
The Night Runner est un film américain réalisé par Abner Biberman, sorti en 1957.
Le film est une adaptation de la nouvelle éponyme de l'écrivain américain Owen Cameron. Il a pour principaux interprètes Ray Danton, Colleen Miller, Charles Drake, Merry Anders et Willis Bouchey.

## Synopsis
Roy Turner (Ray Danton) est un patient avec des problèmes mentaux et un passé violent. Il est prématurément libéré de l’hôpital ou il était détenu en raison de surpeuplement. Les médecins lui disent d'éviter les situations stressantes. Réalisant qu'il ne peut pas gérer les pressions de la vie des grandes villes, il s'installe dans un motel en bord de mer dans une petite ville côtière. Là, il tombe amoureux de Susan Mayes (Colleen Miller), la fille du propriétaire du motel. Quand le père de Susan, Loren Mayes (Willis Bouchey), découvre le passé de Roy, il menace de le dénoncer s'il ne renonce pas à sa fille...

## Fiche technique
- Titre : The Night Runne
- Réalisation : Abner Biberman
- Scénario : Gene Levitt d'après la nouvelle The Night Runner d'Owen Cameron
- Photographie : George Robinson
- Montage : Albrecht Joseph
- Musique : Joseph Gershenson (de), Henry Mancini, Heinz Roemheld, Herman Stein, Hans J. Salter, Frank Skinner
- Direction artistique : Alexander Golitzen
- Décors : Russell A. Gausman et Ray Jeffers
- Costumes : Rosemary Odell
- Producteur : Albert J. Cohen
- Société de production : Universal Pictures
- Pays d'origine :  États-Unis
- Langue originale : anglais
- Genre : Film dramatique , Film noir
- Durée : 79 minutes
- Date de sortie :
  - États-Unis : 2 avril 1957

## Distribution
- Ray Danton : Roy Turner
- Colleen Miller : Susan Mayes
- Merry Anders : Amy Hansen
- Willis Bouchey : Loren Mayes
- Harry Jackson : Hank Hanson
- Roberto Anderson : Ed Wallace
- Bill Erwin : McDermott
- John Stephenson : Dr. Crawford
- Eddy Waller : Vernon

Et, parmi les acteurs et actrices non crédités :
- George Barrows (en)
- Alexander Campbell
- Diana Darrin (en)
- Sam Flint
- Ethel May Halls (en)
- Jean Inness
- Steve Pendleton
- John Pickard (en)
- Dale Van Sickel (en)

## À noter
- Il s'agit de l'adaptation de la nouvelle éponyme de l'écrivain américain Owen Cameron.